# Kasper Bleibach
Kasper Bleibach (Maribo, 1 de marzo de 1984) es un deportista danés que compitió en piragüismo en la modalidad de aguas tranquilas. Ganó una medalla en el Campeonato Mundial de Piragüismo de 2011, en la prueba de K1 4 × 200 m, y cuatro medallas en el Campeonato Europeo de Piragüismo entre los años 2008 y 2012.

## Palmarés internacional
| Campeonato Mundial | Campeonato Mundial     | Campeonato Mundial | Campeonato Mundial |
| Año                | Lugar                  | Medalla            | Competición        |
| ------------------ | ---------------------- | ------------------ | ------------------ |
| 2011               | Szeged (Hungría)       | Medalla de bronce  | K1 4 × 200 m       |
| Campeonato Europeo |                        |                    |                    |
| Año                | Lugar                  | Medalla            | Competición        |
| 2008               | Milán (Italia)         | Medalla de oro     | K1 500 m           |
| 2009               | Brandeburgo (Alemania) | Medalla de oro     | K1 4 × 200 m       |
| 2011               | Belgrado (Serbia)      | Medalla de bronce  | K1 500 m           |
| 2012               | Zagreb (Croacia)       | Medalla de oro     | K4 1000 m          |